# 斑鳩平次
斑鳩平次（生没年不詳）、安土桃山時代的武將。一名信好、貍平次。
起初於上杉謙信處仕官、之後在諸國流浪期間，獲得庄林一心對其武勇的認可、成為加藤清正的家臣。文禄・慶長之役時，建立七度一番槍的武名、獲封食禄3000石。